# Želudac
U anatomiji, želudac je organ koji služi za probavu hrane. Nalazi se između jednjaka i tankog crijeva, odnosno dvanaesnika. Kod većine životinja, glavni zadatak želuca jest razgrađivanje većih molekula masti na manje kako bi lakše ušle u tanko crijevo.
Kod ljudi želudac je nalik na vrećicu u probavnom sustavu. Sastoji se od tri dijela: ulaznog dijela (kardija), tijela želuca (fundus) i izlaznog dijela (pilorus). U stijenci se nalaze tri sloja glatkih mišića (uzdužni, kružni i kosi) koji se stežu i tako melju hranu. U stjenci su i brojne žlijezde koje izlučuju probavne sokove i sluz. Želudac stvara želučane tekućine kojima razgrađuje hranu i pretvara ju u kašastu smjesu. Želučani sokovi su enzim pepsin, klorovodična kiselina (HCl) i sluz. Enzim pepsin (kojeg luče želučane glavne stanice) služi za degradaciju bjelančevina u peptide, klorovodična kiselina razgrađuje masti, a želučana sluz ju razrijeđuje kako ne bi oštetila stijenku želuca.
Nakon probave u želucu, hrana putuje u tanko crijevo (dvanaesnik).

## Vanjske poveznice
- Probava bjelančevina u želucu  Arhivirana inačica izvorne stranice od 10. ožujka 2007. (Wayback Machine)